# Eunice valenciennesii
Eunice valenciennesii är en ringmaskart som beskrevs av Grube 1878. Eunice valenciennesii ingår i släktet Eunice och familjen Eunicidae. Inga underarter finns listade i Catalogue of Life.